# Фландрський був'є
Фландрський був'є́ (фр. bouvier de Flandres) — це пастуша порода собак, що походить із Фландрії.

## Назва

Фландрія (темно-зелений колір) — батьківщина був'є

Інтерес до цієї породи не згасав ніколи, але останнім часом спалахнув з особливою силою. Фландрський був'є — типовий представник породи пастуших собак, який був виведений для нагляду за великою рогатою худобою. Є багато інших назв у цього стандарту, наприклад, голландською — Koehond, фламандською Pikhaar, Pik, що означає жорсткошерстий. Його навіть називали «брудна борода». Таке прізвисько пес дістав через характерні вуса і борідку, які постійно вимазує то в їжі, то в воді.
Назву Bouvier de Flandres можна перекласти ще як бичачий собака. Батьківщиною породи вважають Фландрію, яка сьогодні належить до території Бельгії та Франції. Якщо перекладати з французької мови назву bouvier, то вона може означати «пастух корів». Як можна здогадуватися, таке найменування походить від того, що фландрський був'є використовувався пастухами як сторож під час випасання домашньої худоби.

## Історія породи
Цікаво, що, спираючись на працю і докази дослідника породи Луї Уйгебарта, який опублікував працю 1948 року, породу вивели і культивували монахи абатства Тер Дюйнен, яке виникло 1107 року на західному узбережжі Франції. Ченці підтримували торговельні відносини з Англією і звідти завозили собак, наприклад, ірландських вовкодавів, дирхаундів, яких схрещували, і, як наслідок, від них з'явилося ще чимало порід.
Був'є довгий час вважалися робочими собаками, немов ломові коні. Їх утримували водночас як сторожів і пастухів на фермах. Навіть використовували як тяглових собак, що можуть везти вози, навантажені продуктами.
Перші екземпляри цієї породи вирізнялися простотою, навіть певною неотесаністю. Собаку вивели з порід хортів, привезених з Англії після їх схрещування з місцевими породами. Було проведено досить активну селекцію і як перший екземпляр постав собака з грубою шерстю. Саме його розглядають як пращура фландрських був'є. Такі собаки вважалися чудовими мисливцями, неперевершеними захисниками і, як уже було зазначено, професійними помічниками пастухів.
Окрім охорони вони могли виступати в ролі тягової сили. Наприклад, упряжка таких собак легко тягнула цілий віз із продуктами. Іноді Був'є ставили на кручення млинових жорен. Фермери старалися купіювати їм хвости, щоб запобігти можливому травматизму і полегшити запряжку, пов'язану з тягловими роботами.
До початку ХХ століття практично нічого невідомо про те, як порода розвивалася. На початку ХХ століття, перед самою війною, селекції фландрських був'є почали приділяти увагу: на міжнародній виставці собак у Брюсселі представили пару собак, Рекса і Неллі, яких відзначили як зразок для майбутнього стандарту. 1913 року був'є отримали визнання Французького товариства собаківників.
1937 року було прийнято стандарт фландрських був'є, але, як і раніше, були розбіжності щодо різних гілок породи. І тільки через багато років після нової війни, 1963 року розбіжності між клубами вщухли, і до 1965 року прийняли новий FCI стандарт. Сьогодні розведення породи поширене, особливо в Скандинавії, а також в Ірландії і, що дивно, в Іспанії.

## Стандарт породи

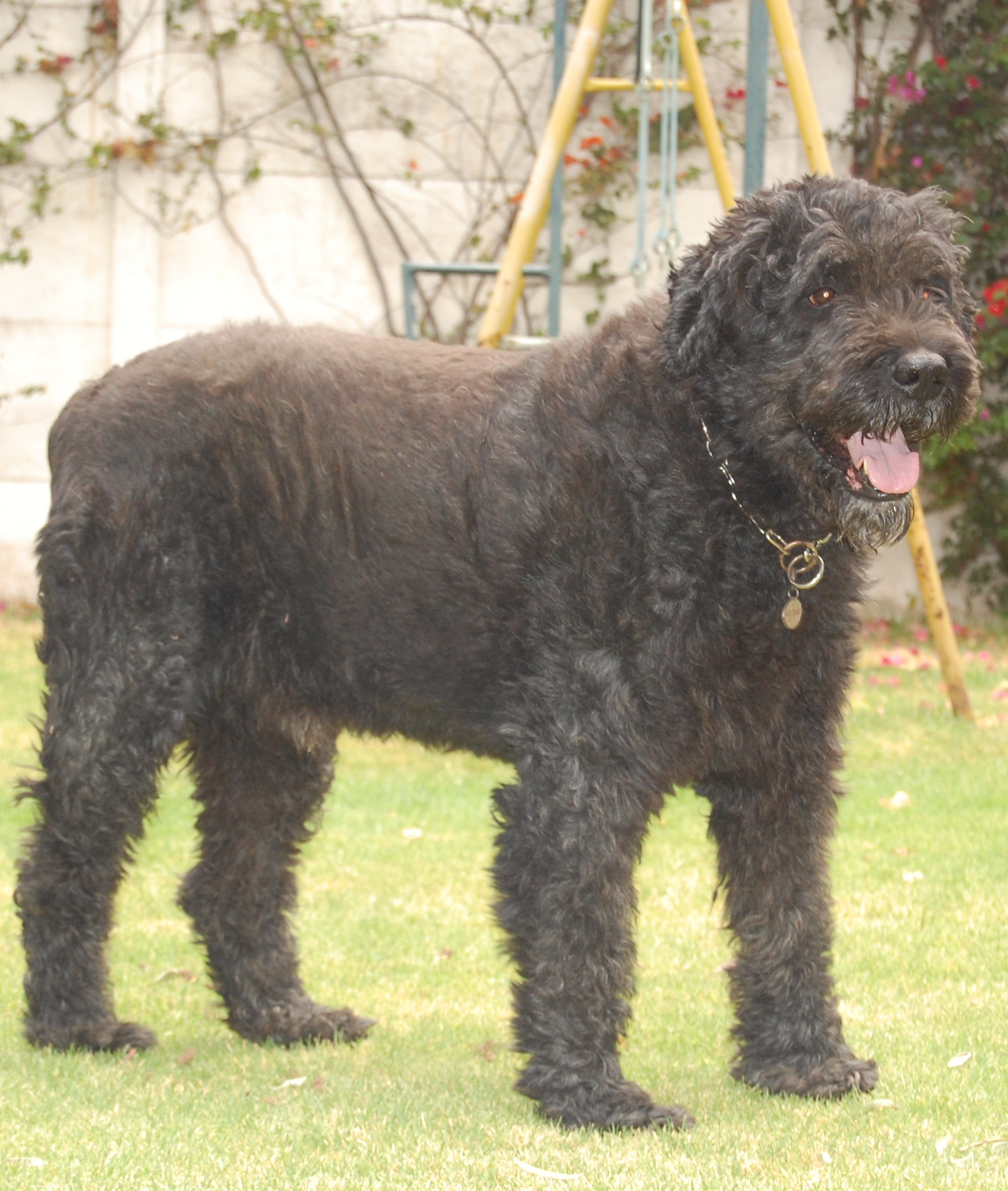
Фландрський був'є

Згідно з оновленим стандартом FCI #191, прийнятим 2001 року між країнами Бельгії та Франції, фландрські був'є, як і раніше, зараховуються до пастуших собак і вівчарок з допуском до робочих випробувань. Їх вирізняють такі важливі риси і пропорції:
- Добре розвинуті потужні кінцівки.
- Довжина тіла до крижів від лопаток приблизно дорівнює висоті собаки в холці.
- Спина пряма, а грудна клітка досить широка.
- Кінцівки сильні.
- Морда в ділянці щипця належить до загальної довжини голови як 2 до 3 м.
- Масивна голова з наявністю бороди з шерсті і вусів.
- Досить потужна шия з м'язами, помірної довжини.
- Ніс має невеликий виступ.
- Губи мають пігментацію згідно з забарвленням і щільно притискаються до щелепи, закриваючи зуби.
- Прикус ножицеподібного типу.
- Очі посаджені правильно, колір максимально темний.
- Вуха фландрським був'є купіюють і ставлять вертикально. У некупійованому вигляді також стоячі, однак стулки падають.

Собака також має потужну шию, яка плавно згинається до тулуба, розширені лопатки і груди, злегка підтягнуті, але не впалий живіт. Усе тіло говорить про приховану силу, м'язи повинні бути добре розвинуті. Хвіст у собаки перетікає з хребта, його також купіюють. Трапляються від народження безхвості був'є. Якщо говорити про шерсть, вона вирізняється жорсткістю, густотою, середніми показниками довжини і досить щільно прилягає до тулуба. Також присутнє коротке підшерстя. Чорне забарвлення іноді має руді плями.
Отже, собака досить спокійний, флегматичний, має в холці до 56 — 69 см (самиці) і до 71 см (самці).

## Характер фландрських був'є

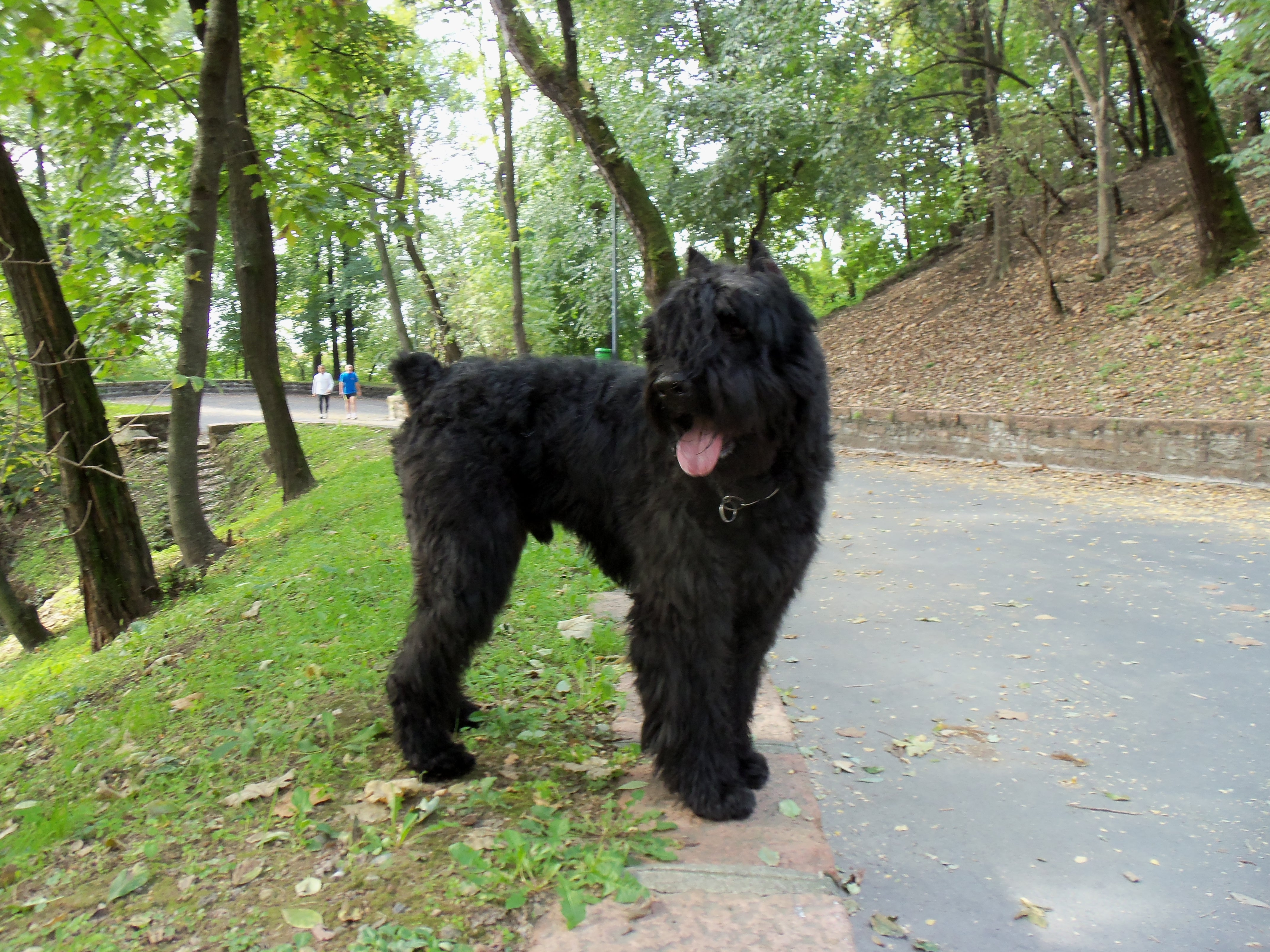

Характеристики породи вважаються позитивними. Цей собака є добре врівноважений і любить у сім'ї обирати для себе якогось одного господаря. Разом із тим це зовсім не означає, що вони не прив'язані до решти — навпаки. Потрібно лише правильно ставитися до цього собаки, поважати його і ви зможете виховати справжнього захисника і домашнього господаря.
Вони є спокійні і не схильні рухатися забагато. Хоча з іншого боку собака обожнює гру з господарями. Собака просто зобов'язаний бути спокійним і врівноваженим. Пес стає справжнім подарунком господарям, які зуміли видресирувати його з дитинства і не порушити його психіки.
Він абсолютно не заважає в будинку, зате на прогулянці і на рингу демонструє всі ті якості, яких від нього чекають. Зокрема, був'є знаменитий своєю безстрашністю і чіпкою хваткою. З граничною відповідальністю собака цієї породи ставиться до покладених на нього обов'язків. Особливо впевнено почувається пес, якщо поруч господар. Є в його темпераменті рисочки впертості, і дійсно, якщо фландрський був'є не захоче чогось робити, він цього не зробить.
За характером це дуже відданий і слухняний собака. До того ж він вирізняється працездатністю, допитливістю і добродушністю.
Був'є необхідна тверда рука, необов'язково в їжачих рукавицях. Його впертість закладено в ньому еволюцією, але силою з ним боротися не можна. Також як не можна без причини карати пса. Іноді він дуже любить подуріти, грайливість і дитячі риси тримаються шлейфом за був'є впродовж усього життя. Однак дурним чи легковажним собаку не назвеш.

## Годування собак
Позаяк у фландрського був'є безперечно є виражений характер, його необхідно годувати правильно. Завдяки якісному корму собака отримує необхідні заряди енергії, а також покращує власне здоров'я. Більшість заводчиків із Франції та Бельгії, у племінних розплідниках, сходяться на думці, що годувати собак потрібно сухим кормом. Він, звичайно, має бути грамотно підібраний, збалансований, щоб не завдавати собаці проблем із травленням.
Поки цуценяті не виповниться 6 місяців, його годують тричі на день, потім до 12 місяців зменшують до 2-х, а після року взагалі рекомендується переводити псів на одноразове харчування. Не рекомендовано змішувати натуральні і сухі корми в одному годуванні.
Якщо ви прихильник домашнього, так би мовити, натурального харчування, тоді вам необхідно включити в раціон собаки нежирне м'ясо і птицю, яйця в кількості не більш ніж 1 в день, а краще — через 2 — 3 дні. Давати крупи можна, овочі навіть потрібно. Але в такому разі можна розділити харчування на ранкове і вечірнє годування. Що стосується порцій, то молодим собакам до 1 року досить 40 гр на добу на кожен кілограм ваги, собакам дорослим потрібно вдвічі менше. Після кожного годування потрібно протирати морду собаці, особливо бороду і вуса.
Не можна дати точну й однозначну відповідь з приводу правильного годування цієї породи. У будь-якому разі, необхідний плавний перехід від одного раціону до іншого, якщо Ви раптово їх міняєте або берете до себе цуценя був'є, який харчувався у минулих господарів абсолютно іншою їжею, ніж та, яку плануєте давати собаці ви. Плавність же переходу передбачає поступове збільшення постійної дози в раціоні собаки. Привчати тварину до коректного режиму харчування слід іще тоді, коли вона є в ранньому віці.

## Догляд за цуценям і розвиток собаки

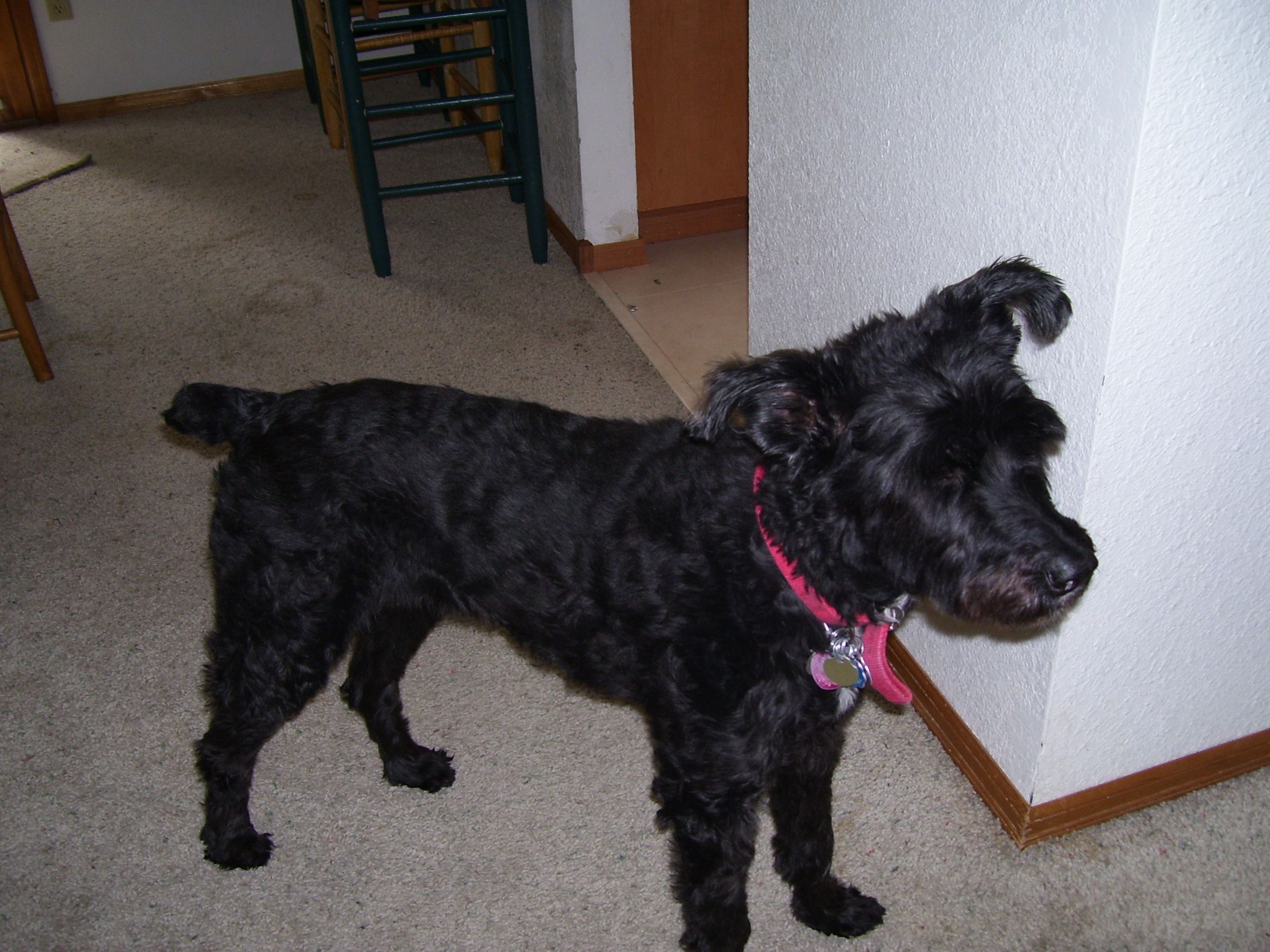
Поголений фландрський був'є

Можна з упевненістю назвати цього собаку пізнім у плані розвитку, але це стосується не розумових навичок був'є, а самого характеру. Пес остаточно «дорослішає» тільки до 2 — 3 років, і це при тому, що живуть собаки цієї породи недовго, усього 10 — 12 років. Маленькі цуценята є прив'язані, дуже сумують за господарем і потребують постійної уваги. У міру зростання необхідно змінювати їхній раціон, поступово скорочуючи кількість споживаних білків, кальцію, вуглеводів.
У плані в'язки самці дозрівають до 2 років, а самиці — після 3 тічки. У посліді є до дев'яти цуценят, але в середньому шість — сім. Вага здорового новонародженого цуценяти близько 500 гр.
На щастя власників і заводчиків, можна відзначити, що фландрські був'є менше за всіх схильні до будь-яких хвороб, природа сама подбала про їх «бичаче» здоров'я. Рідко страждають собаки на захворювання психіки або ті, що передаються в спадок. Єдине слабке місце — це суглоби, тож при регулярних фізичних навантаженнях потрібно стежити за станом пса.
Зазвичай на сторонніх голос не підвищує, якщо в цьому немає крайньої необхідності. З дітьми і людьми похилого віку собаки поблажливі і готові навіть їх захищати.
1. Дуже важливо тренувати м'язи фландрського був'є, влаштовуючи йому прогулянку до 30 — 40 хвилин за кожен вихід надвір. Якщо ви любите бігати або кататися на велосипеді, беріть пса з собою, він із задоволенням розділить ваше дозвілля.
2. Приділяйте час на розчісування і чищення шерсті, оскільки її у був'є предостатньо, і вона дуже «любить» звалюватися на пузі, лапах.
3. Бороду і вуса собакам підстригають, щоб підтримувати охайність.

Якщо говорити про те, як доглядати за фландрським був'є, необхідно подбати про середовище проживання. Правильним місцем буде приватне житло десь у сільській місцевості. Не слід разом із тим обтяжувати був'є якимись вольєрами. Бажано його вільне пересування по території. Не забувайте, що був'є вважається охоронцем за своєю природою — відповідно, собака повинен контролювати свої володіння.
Утім, вищесказане не означає неможливість домашнього життя для був'є. Якщо немає іншого виходу, можна поселити його навіть у квартирі або в великій і комфортній будці. Але в цих випадках не забувайте про регулярні вигули собаки, щоб він міг реалізовувати власний фізичний потенціал. Цуценята фландрського був'є вимагають також частіше виносити їх на свіже повітря.
До того ж не слід у приміщенні залишати собаку на самоті на тривалий час. Якщо був'є не вистачає уваги, він скоро почне нудьгувати і може навіть пустувати з гучним гавкотом і псуванням речей.
В іншому, собака не приносить багато проблем у догляді і стає справжнім другом і напарником у житті, бійцем на рингу або охоронцем на території.

## Дресирування улюбленця
Що стосується дресирування фландрського був'є, то собака чудово почувається поруч із господарем. Слід враховувати, що ця порода завжди вирізнялася кмітливістю. Разом із тим, собака часом проявляє самостійність, і навіть упертість. Прийняте ним рішення що-небудь «не робити» змінити практично неможливо. Ось чому при дресируванні необхідно мати особливу витримку і терпеливість.
Варто пам'ятати, що фландрський був'є схильний навіть у літньому віці зберігати веселість свого характеру. Усередині приміщення він не любить гавкати і взагалі показує себе спокійним псом.
Що стосується сторонніх людей, то до них у пса досить підозріле ставлення. Тим не менше, ця порода проявляє уважність до дітей і людей похилого віку.